# Gongsun Long
Dans ce nom chinois, le nom de famille, Gongsun, précède le nom personnel.
Gongsun Long (chinois simplifié : 公孙龙 ; chinois traditionnel : 公孫龍 ; pinyin : Gōngsūn Lóng ; Wade : Kung1-sun1 Lung2, env 320–250 av J-C,) est un logicien chinois, membre de l'École des Noms de l'ancienne philosophie chinoise. Il a également tenu une école et a bénéficié de l'appui des dirigeants, et a plaidé pour des moyens pacifiques de résolution des conflits au contraire des guerres qui étaient courantes dans la période des Royaumes combattants. Cependant, peu de choses sont connues sur les détails de sa vie, et en outre plusieurs de ses écrits ont été perdus L'ensemble de ses essais — quatorze à l'origine, mais seulement six nous sont parvenus — sont inclus dans l'anthologie Gongsun Longzi (chinois traditionnel : 公孫龍子 ; Wade : Kung-sun Lung-tzu).

## Biographie
Dans le Livre 17 de l'anthologie Zhuangzi, Gongsun parle ainsi de lui-même :
Quand j'étais jeune, j'ai étudié la manière des anciens rois. Quand j'ai grandi, j'ai compris la pratique de la bonté et du devoir. J'ai réuni le semblable et le différent, séparé le dur du blanc, fait l'infaisable et rendu recevable l'irrecevable. J'ai semé la confusion dans les esprits de cent écoles et épuisé l'éloquence d'un nombre incalculable d'orateurs. Je me suis pris moi-même d'avoir atteint le summum.
Il est surtout connu pour une série de paradoxes dans la tradition de Hui Shi, dont « les chevaux blancs ne sont pas des chevaux », « Quand aucune chose n'est montrée, montrer n'est pas montrer », « Le coq a trois pieds » et « Il n'y a pas 1 dans 2 ». Ces paradoxes semblent suggérer l'existence d'une similitude avec la découverte de la philosophie grecque que la logique pure peut conduire à des conclusions apparemment absurdes.

## Le dialogue du cheval blanc
Dans le Discours du cheval blanc (en) (Chinois(zh)), un interlocuteur (parfois appelé le "sophiste") défend la vérité de l'énoncé « les chevaux blancs ne sont pas des chevaux », tandis que l'autre interlocuteur (parfois appelé l'"objecteur") conteste la vérité de cette déclaration. Ceci a été interprété de plusieurs façons.
Probablement l'interprétation la plus simple est de regarder ce dialogue sur la base d'une confusion entre classe et identité. L'argument, par cette interprétation, joue sur une ambiguïté en chinois qui n'existe pas en anglais. L'expression "X n'est pas Y" (X非Y) peut signifier aussi bien
- "X n'est pas un membre (ou sous-ensemble) de l'ensemble Y"
- "X n'est pas identique à Y"

La phrase « les chevaux blancs ne sont pas des chevaux » devrait normalement être comprise comme l'affirmation d'évidence fausse que les chevaux blancs ne font pas partie du groupe des chevaux. Cependant, le "sophiste" dans le dialogue défend la déclaration en vertu de l'interprétation, « Tous les chevaux ne sont pas des chevaux blancs ». Le dernier énoncé qui est vrai, puisque — comme le "sophiste", explique — "chevaux" inclut les chevaux qui sont blancs, jaunes, marron, etc., alors que les "chevaux blancs" ne comportent que des chevaux blancs, et exclut les autres. A. C. Graham a proposé cette interprétation et l'illustre par une analogie : l' "objecteur" suppose qu'« un cheval blanc n'est pas un cheval » est à mettre en parallèle avec « une épée n'est pas une arme », mais le "sophiste" traite d'une déclaration parallèle à « une épée n'est pas une lame »:89. D'autres interprétations ont été mises de l'avant par Fung Yu-lan et Chad Hansen, entre autres.:82–83.
Ce travail a été perçu par certains comme un discours logique sérieux, par d'autres comme un travail facétieux de sophisme, et enfin par certains comme une combinaison des deux.
Il convient de noter qu'en chinois, bai (白) a la caractéristique d'un verbe en anglais. Ainsi, pour traduire, le terme bai ma est plus précisément rendu par « être un cheval blanc ». Dans le contexte chinois, les attributs de couleur sont plutôt verbaux qu'adjectivaux.

## Autres œuvres
Il est également l'auteur de plusieurs autres essais (論(zh)), pour certains pas plus longs que 300 caractères.
- “En pointant vers des choses” ( 指物論(zh)): Une énigmatique discussion sur la référence et le référent, ou la désignation et le désigné. Certains croient que c'est une ancienne blague qui est volontairement auto-contradictoire[6]
- “Sur la compréhension du changement”[7] ( 通變論(zh))
- “Sur la dureté et la blancheur” ( 堅白論(zh)): basé sur l'exemple de pierre qui est à la fois dur et blanc.
- “Sur le nom et la substance” ( 名實論(zh))
- “Magasin de traces” ( 跡府(zh))